# Gymnelia baroni
Gymnelia baroni là một loài bướm đêm thuộc phân họ Arctiinae, họ Erebidae.